# Rozovo, Stara Zagora
Rozovo (în bulgară Розово) este un sat în comuna Kazanlăk, regiunea Stara Zagora,  Bulgaria. 

## Demografie
Componența etnică a satului Rozovo
     Turci (3,55%)
     Bulgari (93,29%)
     Romi (1,65%)
     Nicio identificare (1,49%)
La recensământul din 2011, populația satului Rozovo era de 1.208 locuitori. Din punct de vedere etnic, majoritatea locuitorilor (93,29%) erau bulgari, existând și minorități de turci (3,55%) și romi (1,65%). Pentru 1,49% din locuitori nu este cunoscută apartenența etnică.